# اژدهاماهی دم‌دراز
اژدها ماهی دم دراز (نام علمی: Pegasus laternarius) نام یک گونه از راسته خارماهی‌سانان است.